# Orišje
 Orišje  falu Horvátországban, Károlyváros megyében. Közigazgatásilag  Bosiljevóhoz tartozik.

## Fekvése
Károlyvárostól 23 km-re délnyugatra, községközpontjától 1 km-re délre fekszik.

## Története
A régészeti leletek tanúsága szerint területén már a vaskorban éltek emberek. A Boldogasszony templom mellett 2006-ban megkezdett ásatások során  nagy számú kelta eredetű cseréptöredék került elő. Az ezt követő feltárások során megtalálták a korabeli írásos források által már említett, Frangepán Farkas által alapított 16. századi domonkos kolostor alapfalait is. A szakemberek reményei szerint sikerül tisztázni a kolostor mellett állt régi templomnak, a Boldogasszony templom elődjének építési idejét és körülményeit is. A kolostor és az egykori templom a leletek alapján az itáliai barokk stílusában épült. A templomot a középkorban temető övezte, melynek sírjai ugyancsak feltárásra kerülnek. A feltárást követően az alapfalakat konzerválják, hogy azok bemutatásra kerülhessenek.
A településnek 1857-ben 251, 1900-ban 222 lakosa volt. Trianon előtt Modrus-Fiume vármegye Vrbovskói járásához tartozott. 2011-ben 50-en lakták.

## Lakosság
| Lakosság változása | Lakosság változása | Lakosság változása | Lakosság változása | Lakosság változása | Lakosság változása | Lakosság változása | Lakosság változása | Lakosság változása | Lakosság változása | Lakosság változása | Lakosság változása | Lakosság változása | Lakosság változása | Lakosság változása | Lakosság változása |
| ------------------ | ------------------ | ------------------ | ------------------ | ------------------ | ------------------ | ------------------ | ------------------ | ------------------ | ------------------ | ------------------ | ------------------ | ------------------ | ------------------ | ------------------ | ------------------ |
| 1857               | 1869               | 1880               | 1890               | 1900               | 1910               | 1921               | 1931               | 1948               | 1953               | 1961               | 1971               | 1981               | 1991               | 2001               | 2011               |
| 251                | 233                | 283                | 262                | 222                | 0                  | 0                  | 220                | 221                | 218                | 185                | 136                | 89                 | 119                | 59                 | 50                 |

## Nevezetességei
- A Boldogságos Szűzanya tiszteletére szentelt temploma[4] 1776-ban épült a Frangepánok által alapított korábbi templom és domonkos kolostor alapjain. A késő barokk templom a falun kívüli erdőben, a Bosiljevo várának közelében fekvő Gradišće-dombon található. A centrális alaprajzú csarnoktemplom belső tere 18. századi berendezéssel van felszerelve. A Madonna késő gótikus szobrát a régebbi templomból hozták át. A hajó kupolával, a szentély keresztboltozattal, a sekrestye dongaboltozattal van befedve.
- A falu északnyugati szomszédságában áll Bosiljevo vára, a Frangepánok ősi fészke.